# Kupol Persej
Die Kupol Persej (englische Transkription von russisch Купол Персей Kupol Persei, deutsch ‚Perseus-Kuppel‘) ist eine Eiskuppel an der Prinzessin-Astrid-Küste des ostantarktischen Königin-Maud-Lands.
Russische Wissenschaftler benannten sie nach einem sowjetischen Schiff aus den 1930er Jahren für ozeanographische Studien in der Arktis. Unter den identischen Geokoordinaten ist eine Eiskuppel unter dem Namen Kupol Sadko (russisch Купол Садко) bekannt, die nach dem Eisbrecher Sadko benannt wurde, der gleichfalls in den 1930er Jahren im Einsatz war.